# Aeropuerto de Prince Rupert
El Aeropuerto de Prince Rupert (del inglés: Prince Rupert Airport) (IATA: YPR, OACI: CYPR) está ubicado a 5,0 MN (9,3 km; 5,8 mi) al suroeste de Prince Rupert, Columbia Británica, Canadá.

## Ubicación
Este aeropuerto se localiza en la isla Digby, en Columbia Británica.
Este aeropuerto es clasificado por NAV CANADA como un puerto de entrada y es sercido por la Canada Border Services Agency. Los oficiales de la CBSA pueden atender aviones de hasta 15 pasajeros.

## Aerolíneas y destinos
- Air Canada Jazz
  - Vancouver / Aeropuerto Internacional de Vancouver
- Hawkair
  - Vancouver / Aeropuerto Internacional de Vancouver